# 1971년 칸 영화제
제24회 칸 영화제는 1971년 5월 12일부터 1971년 5월 27일까지 열린 영화제이다. 프랑스 칸에서 개최되었다.

## 수상

### 황금종려상
- 사랑의 메신저 - 조셉 로지 수상

### 심사위원대상
- 탈의 - 밀로스 포먼 수상

### 여우주연상
- 백색 공포 - 키티 윈 수상

### 남우주연상
- 사코 & 반젯티 - 리카르도 쿠치올라 수상